# Stentjärnen (Sorsele socken, Lappland, 730199-153709)
Stentjärnen är en sjö i Sorsele kommun i Lappland och ingår i Umeälvens huvudavrinningsområde. Sjön har en area på 0,0868 kvadratkilometer och ligger 361 meter över havet. Stentjärnen ligger i Vindelfjällen Natura 2000-område.

## Delavrinningsområde
Stentjärnen ingår i det delavrinningsområde (730066-153451) som SMHI kallar för Mynnar i Vindelälvens vattendragsyta. Medelhöjden är 616 meter över havet och ytan är 33,35 kvadratkilometer. Räknas de 2 avrinningsområdena uppströms in blir den ackumulerade arean 55,36 kvadratkilometer. Sandträskbäcken som avvattnar avrinningsområdet har biflödesordning 3, vilket innebär att vattnet flödar genom totalt 3 vattendrag innan det når havet efter 376 kilometer. Avrinningsområdet består mestadels av skog (84 procent) och kalfjäll (14 procent). Avrinningsområdet har 0,09 kvadratkilometer vattenytor vilket ger det en sjöprocent på 0,3 procent.